# Lycopodiella copelandii
Lycopodiella copelandii là một loài thực vật có mạch trong Họ Thạch tùng. Loài này được (Eiger) Cranfill mô tả khoa học đầu tiên năm 1981.